# Ulla Rantanen
Ulla Valpuri Rantanen, född 18 juli 1938 i Keitele, är en finländsk målare och grafiker. 
Rantanen genomgick 1955–1959 Finlands konstakademis skola och framträdde i början av 1960-talet som informalist, men övergick mot slutet av decenniet till en engagerad konst med udd mot en alltmer teknikdominerad omvärld och senare till ett allt mer abstrakt formspråk. År 1976 representerade hon Finland på Venedigbiennalen. Hon har också utfört några väggmålningar och har illustrerat Frans Eemil Sillanpääs samlade verk I–VIII (1985–1990). Hon utnämndes till Årets konstnär vid Helsingfors festspel 1985 och tilldelades Pro Finlandia-medaljen samma år. Hon tilldelades 2009 professors titel.

## Källhänvisningar
1. ↑  RKDartists, RKDartists-ID: 319644, läst: 18 september 2017.[källa från Wikidata]
2. ↑  Archive of Fine Arts, abART person-ID: 64669.[källa från Wikidata]
3. 1 2  abART, abART person-ID: 64669, läst: 1 april 2021.[källa från Wikidata]
4. ↑  Société des auteurs dans les arts graphiques et plastiques, Liste des auteurs au 07/01/2019, Société des auteurs dans les arts graphiques et plastiques, 2024, läs online, läst: 20 september 2020.[källa från Wikidata]
5. ↑  ”Ulla Rantasesta taiteilijaprofessori”. Arkiverad från originalet den 18 augusti 2016. https://web.archive.org/web/20160818042148/http://www.aboavetusarsnova.fi/fi/uutiset/ulla-rantasesta-taiteilijaprofessori. Läst 22 april 2019.